# Gaudí al millor protagonista masculí
La següent llista és la dels actors nominats i guanyadors del Premi Gaudí al millor protagonista masculí, des de l'any 2009, quan es van crear.

## Premiats i nominats
| Any              | Actor                      | Pel·lícula                          |
| ---------------- | -------------------------- | ----------------------------------- |
| 2009             | Jordi Dauder               | Azaña                               |
| 2009             | Lluís Soler                | Benvingut a Farewell-Gutmann        |
| 2009             | Joan Pera                  | Forasters                           |
| 2009             | Javier Bardem              | Vicky Cristina Barcelona            |
| 2010             | Àlex Brendemühl            | Les dues vides d'Andrés Rabadán     |
| 2010             | Eduard Fernández           | Tres dies amb la família            |
| 2010             | Fermí Reixach              | Estació de l'oblit                  |
| 2010             | Óscar Jaenada              | Trash                               |
| 2011             | Eduard Fernández           | La mosquitera                       |
| 2011             | Ryan Reynolds              | Buried                              |
| 2011             | Jordi Mollà                | El cònsol de Sodoma                 |
| 2011             | Francesc Colomer           | Pa negre                            |
| 2012             | Luis Tosar                 | Mentre dorms                        |
| 2012             | Juan José Ballesta         | Bruc. La llegenda                   |
| 2012             | Daniel Brühl               | Eva                                 |
| 2012             | Amadís de Murga            | Open 24h                            |
| 2013             | Àlex Monner                | Els nens salvatges                  |
| 2013             | Àlex Brendemühl            | El bosc                             |
| 2013             | Nil Cardoner               | Fènix 11·23                         |
| 2013             | Àlex Casanovas             | Fènix 11·23                         |
| 2014             | José Sacristán             | El mort i ser feliç                 |
| 2014             | Javier Cámara              | Ahir no acaba mai                   |
| 2014             | Eduard Fernández           | Todas las mujeres                   |
| 2014             | David Solans               | Fill de Caín                        |
| 2015             | David Verdaguer            | 10.000 km                           |
| 2015             | Àlex Brendemühl            | Stella Cadente                      |
| 2015             | Jesús Castro               | El Niño                             |
| 2015             | Luis Tosar                 | El Niño                             |
| 2016             | Ricardo Darín              | Truman                              |
| 2016             | Borja Espinosa             | El camí més llarg per tornar a casa |
| 2016             | Francesc Garrido           | L'adopció                           |
| 2016             | Sergi López                | Un dia perfecte per volar           |
| 2017             | Eduard Fernández           | El hombre de las mil caras          |
| 2017             | Alain Hernández            | El rei borni                        |
| 2017             | Àlex Monner                | La propera pell                     |
| 2017             | Miki Esparbé               | El rei borni                        |
| 2018             | David Verdaguer            | Anchor and Hope                     |
| 2018             | Antonio de la Torre Martín | Abracadabra                         |
| 2018             | Marcel Borràs              | Incerta glòria                      |
| 2018             | Ricardo Darín              | Nieve negra                         |
| 2019             | Israel Gómez Romero        | Entre dos aguas                     |
| 2019             | Àlex Brendemühl            | Petra                               |
| 2019             | Mario Casas                | El fotògraf de Mauthausen           |
| 2019             | Sergi López                | La vida lliure                      |
| 2020             | Karra Elejalde             | Mientras dure la guerra             |
| 2020             | David Verdaguer            | Els dies que vindran                |
| 2020             | Eduard Fernández           | La hija de un ladrón                |
| 2020             | Sergi López                | El viatge de la Marta (Staff Only)  |
| 2021             | Mario Casas                | No matarás                          |
| 2021             | Àlex Brendemühl            | L'ofrena                            |
| 2021             | David Verdaguer            | Uno para todos                      |
| 2021             | Javier Cámara              | Sentimental                         |
| 2022             | Mohamed Mellali            | Sis dies corrents                   |
| 2022             | Roger Casamajor            | El ventre del mar                   |
| 2022             | Chechu Salgado             | Las leyes de la frontera            |
| 2022             | Eduard Fernández           | Mediterráneo                        |
| 2023             | Pol López                  | Suro                                |
| 2023             | Benoît Magimel             | Pacifiction                         |
| 2023             | Nahuel Pérez Biscayart     | Un año, una noche                   |
| 2023             | Oriol Pla i Solina         | Girasoles silvestres                |
| 2024             | David Verdaguer            | Saben aquell                        |
| 2024             | Alberto Ammann             | Upon Entry                          |
| 2024             | Enric Auquer               | El maestro que prometió el mar      |
| 2024             | Oriol Pla                  | Creatura                            |
| 2025             |                            |                                     |
| Eduard Fernández | El 47                      |                                     |
| Alberto San Juan | Casa en flames             |                                     |
| Alfredo Castro   | Polvo serán                |                                     |
| Enric Auquer     | Mamífera                   |                                     |